# 达拉土族乡
达拉土族乡是中华人民共和国青海省海东市乐都区下辖的一个民族乡。

## 行政区划
达拉土族乡下辖以下村级行政区划单位：
袁家台村、宁过村、马趟村、马圈沟村、白草台村、泉洼村、甘沟山村、春洒村、烂泥滩村、王家滩村、李家昂村、达拉滩村、麻洞村、杜家洼村、红沟村、拉卡村、长沟村、扎什家村、大庄村、白崖子村和前半沟村。